# Eckehard Munck
Eckehard Munck (* 1934 in Hamburg; † 17. Juli 2016 in Berlin) war ein deutscher Drehbuchautor, Schriftsteller und Dokumentarfilmer.

## Leben und Wirken
Munck hatte in seiner Heimatstadt Hamburg das Abitur abgelegt und ab 1953 bis 1961 mehrere Studiengänge in insgesamt drei Städten absolviert. In München belegte er Theaterwissenschaft und in Paris besuchte er zwei Semester lang die Faculté de Lettres an der Sorbonne. Anschließend kehrte Munck nach München zurück, um diesmal Zeitungswissenschaft zu studieren und ging schließlich nach Münster, wo er mit einem Studium der Publizistik und der Filmwissenschaft abschloss. Zwischenzeitlich, Ende der 1950er Jahre, erwarb sich der Hamburger erste praktische Kenntnisse als Regieassistent am Ulmer Stadttheater. Im Abschlussjahr 1961 wurde Eckehard Munck in Münster Co-Autor und Mit-Herausgeber der »Anthologie der Forstlyrik«.
Nahezu zeitgleich wechselte er in die Filmwirtschaft und gründete mit der Leonaris-Film Dr. Munck GmbH & Co in Böblingen seine eigene, winzige Produktionsfirma, die sich ganz auf Dokumentarfilme spezialisierte. Munck sammelte 1961 kurzzeitig praktische Erfahrungen bei der Wiener Schönbrunn-Film und schrieb in jenem Jahr im Alleingang das Drehbuch zu dem Inge-Meysel-Film Im 6. Stock, nach der Vorlage (1937) eines französischen Autors. Es sollte für viele Jahrzehnte Muncks einziger Ausflug zum Unterhaltungsfilm bleiben. Bis Ende der 1980er Jahre produzierte beziehungsweise inszenierte Munck kurze Dokumentarfilme zu den unterschiedlichsten Themen, jedoch bevorzugt zu den Bereichen Gesundheit, Medizin und Biologie. 1972 verfasste Munck das Buch und führte auch Regie bei der 40-minütigen Dokumentation The Silent Revolution über Molekularbiologie und Zukunftsaussichten. Diese Leonaris-Film-Produktion erhielt im Folgejahr 1973 eine Nominierung für den Oscar als „Bester Dokumentarfilm“.
Seit Mitte der 1980er Jahre stellte die Leonaris-Film Muncks ihre Produktionstätigkeit sukzessive ein, und Eckehard Munck kehrte nun in die Unterhaltungsfilmbranche zurück. Er schrieb Drehbücher und führte auch Fernsehregie. Der von ihm 1984 inszenierte, geschriebene und produzierte Fernsehfilm Die Karpfenschlacht (nach einer Vorlage von Manfred Purzer) gilt als der zwischen 1985 und 1995 am häufigsten wiederholte deutsche Fernsehfilm. 1993 inszenierte Munck eine Folge der ARD-Reihe Geschichten aus der Heimat mit Barbara Rudnik, Gudrun Landgrebe und Peter Bongartz in den Hauptrollen. In den beiden darauf folgenden Jahren führte Munck Regie bei einer beträchtlichen Anzahl an Folgen der RTL-Serie Stadtklinik. Anschließend begab sich Eckehard Munck, der auch als Buchautor (z. B. "Die biologische Revolution") in Erscheinung getreten ist, als Filmschaffender in den Ruhestand und lebte bis 2011 in Höchstädt an der Donau. In diesem Jahr übersiedelte er nach Berlin, wo er fünf Jahre darauf verstarb.

## Filmografie
Als Produzent und/oder Regisseur von kurzen Dokumentarfilmen, wenn nicht anders angegeben
- 1961: Im 6. Stock (abendfüllender Kinofilm, Drehbuch)
- 1965: 2 ccm Leben
- 1967: Symphonie in G-Dur (auch Drehbuch)
- 1968: Der unbekannte Kontinent (auch Drehbuch)
- 1969: It’s a long way (auch Drehbuch)
- 1972: Der Waldfilm (auch Drehbuch)
- 1972: The Silent Revolution
- 1974: Forschung für Morgen
- 1975: Energie für Morgen
- 1976: Die geforderte Generation
- 1976: Der gesunde Patient
- 1977: Quo vadis, Adam? (auch Drehbuch)
- 1978: Insulin in der Praxis
- 1978: Alles zu seiner Zeit
- 1979: Eutrophie vermeidbar
- 1979: Das vergessene Herz
- 1983: Wie spricht man digital, wenn man kein Specht ist
- 1985: Die Karpfenschlacht (Fernsehspielfilm, auch Drehbuch)
- 1986: Mikrowelt – Geschichte der Mikroskopie
- 1987: Öl von der Sonne
- 1989: Zukunft denken
- 1993: Geschichten aus der Heimat (Fernsehfilm)
- 1994–95: Stadtklinik (Fernsehserie)